# Ardestie Earth House
Ardestie Earth House is een ondergrondse constructie uit de ijzertijd, gelegen 1,5 kilometer ten noorden van Monifieth in het zuidoostelijke Schotse regio Angus.

## Geschiedenis
Ardestie Earth House was in de ijzertijd (100-200 n.Chr.) de kelder van meerdere round houses. De naam earth house (aarden huis) verwijst naar een theorie uit de achttiende en negentiende eeuw dat dit soort kelders dienden voor bewoning. In de twintigste eeuw werd deze theorie verworpen ten gunste van theorie dat deze constructies dienden als opslagkelder voor één of meerdere hutten of round houses.
Ardestie Earth House werd ontdekt tijdens opgravingen tussen februari 1949 en juni 1950 door F.T. Wainwright. Gevonden werden onder andere een vuurkom, een stenen vat en delen van een Romeinse amfora. Ook werd er een steen met cup and ring marks gevonden in een van de muurrestanten van een hut. In een latere periode is deze ondergrondse constructie hergebruikt voor bewoning.
Aan het begin van de derde eeuw is het Earth House vernietigd door het vol te storten, wellicht ten gevolge van veranderingen in religieuze, sociale en politieke structuren bij de Picten als gevolg van wijzigingen in het Romeinse beleid.

## Bouw
Ardestie Earth House is een in de negentiende eeuw opengelegde, gebogen gang van 25 meter in lengte. Het begin van de gang is relatief smal en het einde vormt een ovale kamer. Dit souterrain kent één zijgang die eveneens uitmondt in een ovale kamer. Opgravingen wezen uit dat er vier hutten hebben gestaan waarvan eentje direct verbonden was met het souterrain.

## Beheer
Ardestie Earth House wordt beheerd door Historic Environment Scotland, net als het nabijgelegen Carlungie Earth House.